# エニイ・アザー・ウェイ
「エニイ・アザー・ウェイ」（英: (If There Was) Any Other Way=もしも他の方法があったなら）はセリーヌ・ディオンの英語デビューアルバム『ユニゾン』収録の楽曲。このアルバムからのシングルとしてはカナダで1枚目（1990年3月24日）、アメリカで2枚目（1991年3月18日）にリリースされ、その後1991年6月6日に世界各国でリリースされている。また、イギリスでは販促用シングルのみのリリースとなった。

## 概要
作詞・作曲はポール・ブリス、プロデュースはクリストファー・ニール。
ミュージック・ビデオは2本制作され、1本目はカナダ市場向けに1990年2月に、2本目はアメリカ市場向けに1991年3月6日に公開されている。2本目のアメリカ市場向けはドミニク・オランドの監督によりカリフォルニア州ロサンゼルス及びカナダ・ブリティッシュコロンビア州バンクーバーで撮影された。北米限定で1991年に発売されたディオンのビデオ集『ユニゾン』には、カナダ発売分に1本目が、アメリカ発売分には2本目がそれぞれ収録されている。 
ダンスミックスは2曲がアメリカ版販促用シングルに収録されている。そのうち「エディト・リミックス」は市販のアメリカ版シングルに収録されていて、「エクステンデッド・リミックス」は後に発売されるシングル「ラヴ・キャン・ムーヴ・マウンテンズ」（1992年）のカップリングとして収録された。
チャート成績はカナダで24位、アメリカBillboard Hot 100で35位（ホット100有線チャートでは56位）を記録。さらに同じビルボードのホットアダルトコンテンポラリートラック部門では8位を記録した。ニールセン・サウンドスキャンによればアメリカ国内で7万枚を売り上げた。

## 収録曲
オーストラリア版CDシングル
1. 「エニイ・アザー・ウェイ」 – 4:00
2. 「エニイ・アザー・ウェイ」（インストロメンタル） – 4:00

カナダ／ヨーロッパ／日本版CDシングル
1. 「エニイ・アザー・ウェイ」 – 4:00
2. 「あなたといれば」 – 4:08

アメリカ版CDシングル
1. 「エニイ・アザー・ウェイ」（エディト・リミックス） – 3:56
2. 「哀しみのハートビート」 – 4:33

ヨーロッパ版CDマキシシングル
1. 「エニイ・アザー・ウェイ」 – 4:00
2. 「あなたといれば」 – 4:08
3. 「イフ・ウィ・グッド・スタート・オーヴァー」 – 4:22

## 公式編曲版
1. 「エニイ・アザー・ウェイ」（エディト・リミックス） – 3:56
2. 「エニイ・アザー・ウェイ」 （エクステンデッド・リミックス） – 5:39
3. 「エニイ・アザー・ウェイ」（インストゥルメンタル） – 4:00
4. 「エニイ・アザー・ウェイ」（アルバムバージョン） – 4:00

## チャート
| チャート（1990年）                                        | 最高位 |
| --------------------------------------------------------- | ------ |
| カナダ・レコード小売シングルチャート                      | 24     |
| カナダ・レコードコンテンポラリーヒットラジオチャート      | 27     |
| カナダ・RPMトップシングル                                 | 23     |
| カナダ・RPMアダルトコンテンポラリー                       | 12     |
| チャート（1991年）                                        | 最高位 |
| アメリカ・Billboardホット100                              | 35     |
| アメリカ・Billboardホットアダルトコンテンポラリートラック | 8      |